# 可児駅

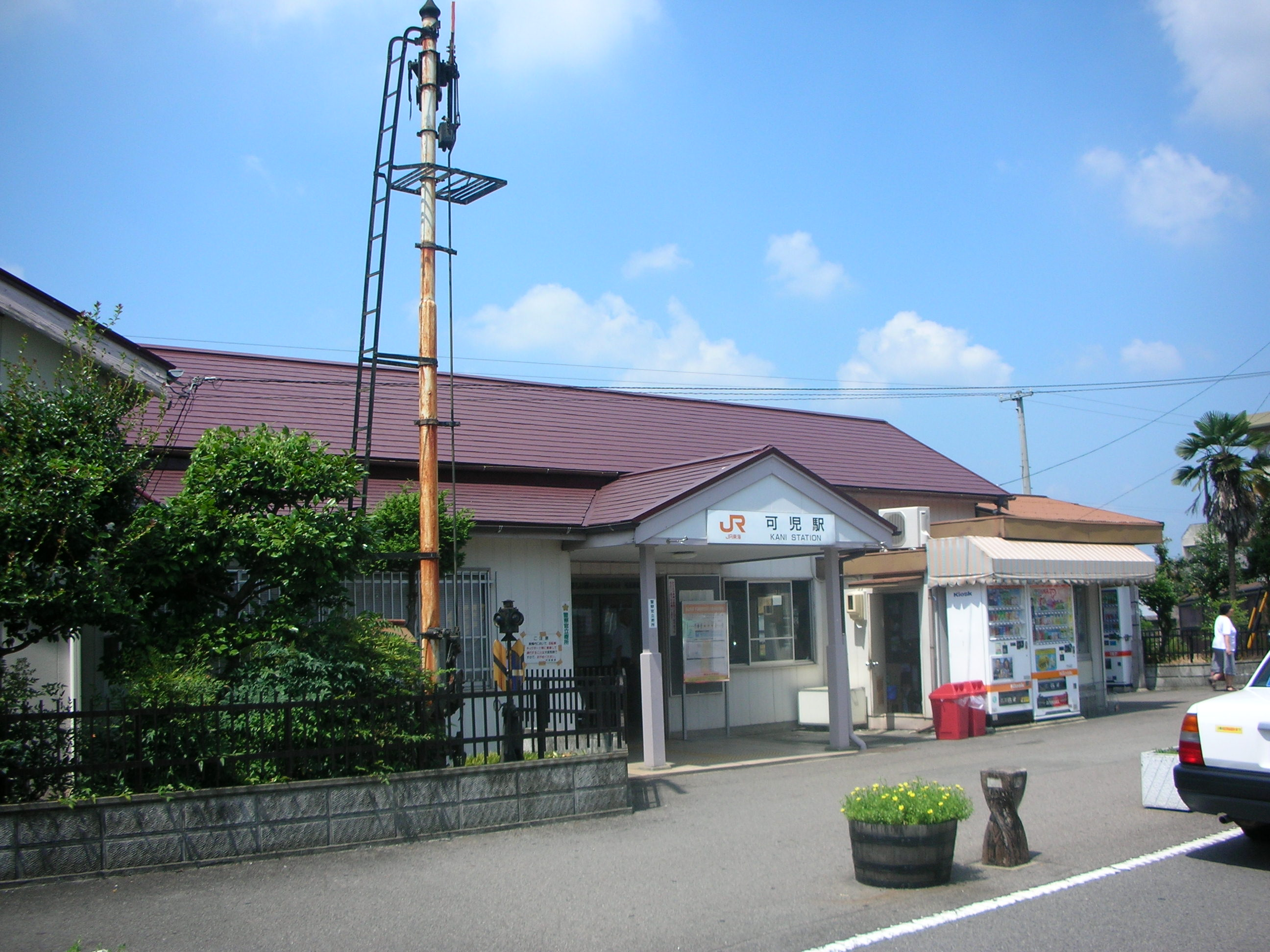
東西自由通路設置前の可児駅

可児駅（かにえき）は、岐阜県可児市下恵土にある、東海旅客鉄道（JR東海）太多線の駅である。駅番号はCI02。

## 歴史
- 1918年（大正7年）12月28日：東濃鉄道（現存する同名会社とは別）新多治見 - 当駅間（後の太多線）の開通と同時に広見駅（ひろみえき）として開業[2]。当時は可児川左岸の旧広見町域にあった[2]。旅客・貨物の取扱を開始[2]。
- 1920年（大正9年）8月21日：当駅 - 御嵩駅間（後の名鉄広見線）が開通。
- 1926年（大正15年）9月25日：東濃鉄道 新多治見駅 - 当駅間の国有化および、当駅 - 御嵩駅間の東美鉄道への譲渡により、鉄道省および東美鉄道の共同使用駅となる。
- 1928年（昭和3年）10月1日：太多線当駅 - 美濃太田駅間が延伸開業（全通）。同時に現在地（可児川右岸の旧今渡町域）に移転[2]。
- 1929年（昭和4年）1月22日：名古屋鉄道広見線が当駅に乗り入れ。
- 1930年（昭和5年）2月16日：名古屋鉄道・東美鉄道が国鉄広見駅の共同使用をやめ、新広見駅（現在の新可児駅）として独立。
- 1982年（昭和57年）
  - 3月1日：貨物の取扱を廃止[2]。
  - 4月1日：可児市誕生に合わせ、可児駅に改称[2]。
- 1984年（昭和59年）2月1日：荷物扱い廃止[2]。
- 1987年（昭和62年）4月1日：国鉄分割民営化により、東海旅客鉄道（JR東海）の駅となる[2]。
- 2010年（平成22年）3月13日：ICカード「TOICA」の利用が可能となる[3]。
- 2013年（平成25年）3月30日：駅舎内にあったKIOSKが閉店。
- 2018年（平成30年）3月23日：エレベーター及び東西自由通路の供用開始[4]。

## 駅構造
相対式ホーム2面2線を有する地上駅。互いのホームは跨線橋で結ばれている。構内トイレ（水洗式）は駅舎に隣接している。
JR東海交通事業の職員が業務を担当する業務委託駅で、美濃太田駅が当駅を管理している。JR全線きっぷうりば・タッチパネル式自動券売機がある。起終点の美濃太田駅・多治見駅を除くと、太多線では唯一の自動券売機設置駅である。自動改札機は設置されておらず、エレベーターは東西自由通路と共同使用となっている。2013年（平成25年）3月に改札外にあったキヨスクの売店は営業を終了した。その後、キヨスクが取り壊され、自販機コーナーとなった。
2009年（平成21年）2月に2番線北側に引込線が新設され、旧引込線は撤去された。旧引込線上には、旧ホームと現1番線を区切る形で2010年（平成22年）3月にフェンスが設置された。TOICAの運用も同年に開始され、当駅は簡易改札機による対応となっている。
2011年（平成23年）6月現在、可児駅東土地区画整理事業に伴い駅前広場整備が行われている。利便性向上のため将来の橋上駅舎化も構想されていたが、事実上断念。東西連絡通路のみ建設されることとなり、2013年4月より西側、東側の順で地質調査が行われ、東西連絡通路の工事着手、2018年（平成30年）3月23日に供用開始となった。

### のりば
| 番線 | 路線      | 方向 | 行先         |
| ---- | --------- | ---- | ------------ |
| 1    | CI 太多線 | 上り | 多治見方面   |
| 2    | CI 太多線 | 下り | 美濃太田方面 |

2番線は、多治見方面への折り返しが可能な構造になっている。

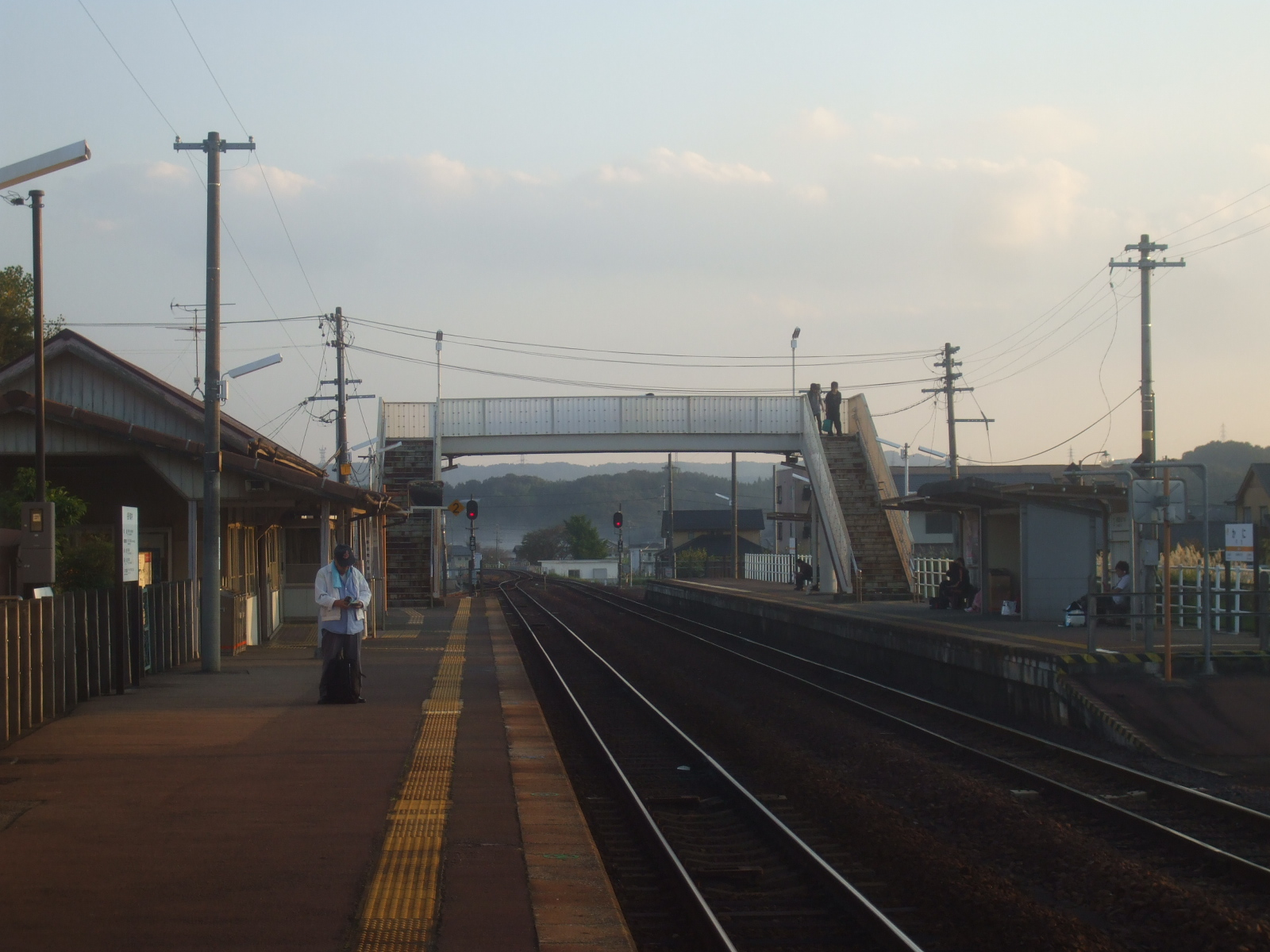
構内
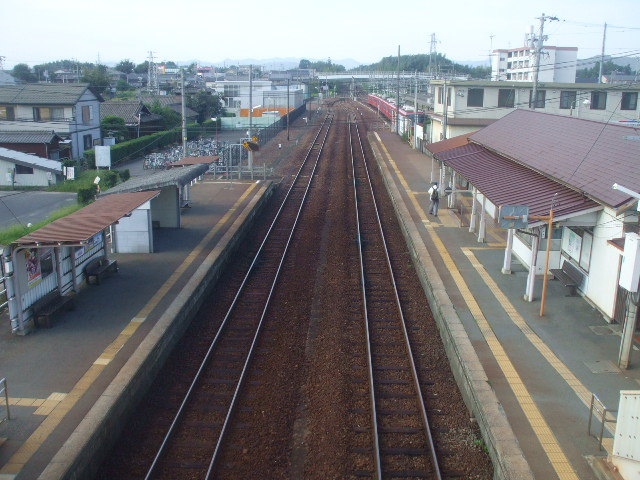
跨線橋から見た光景
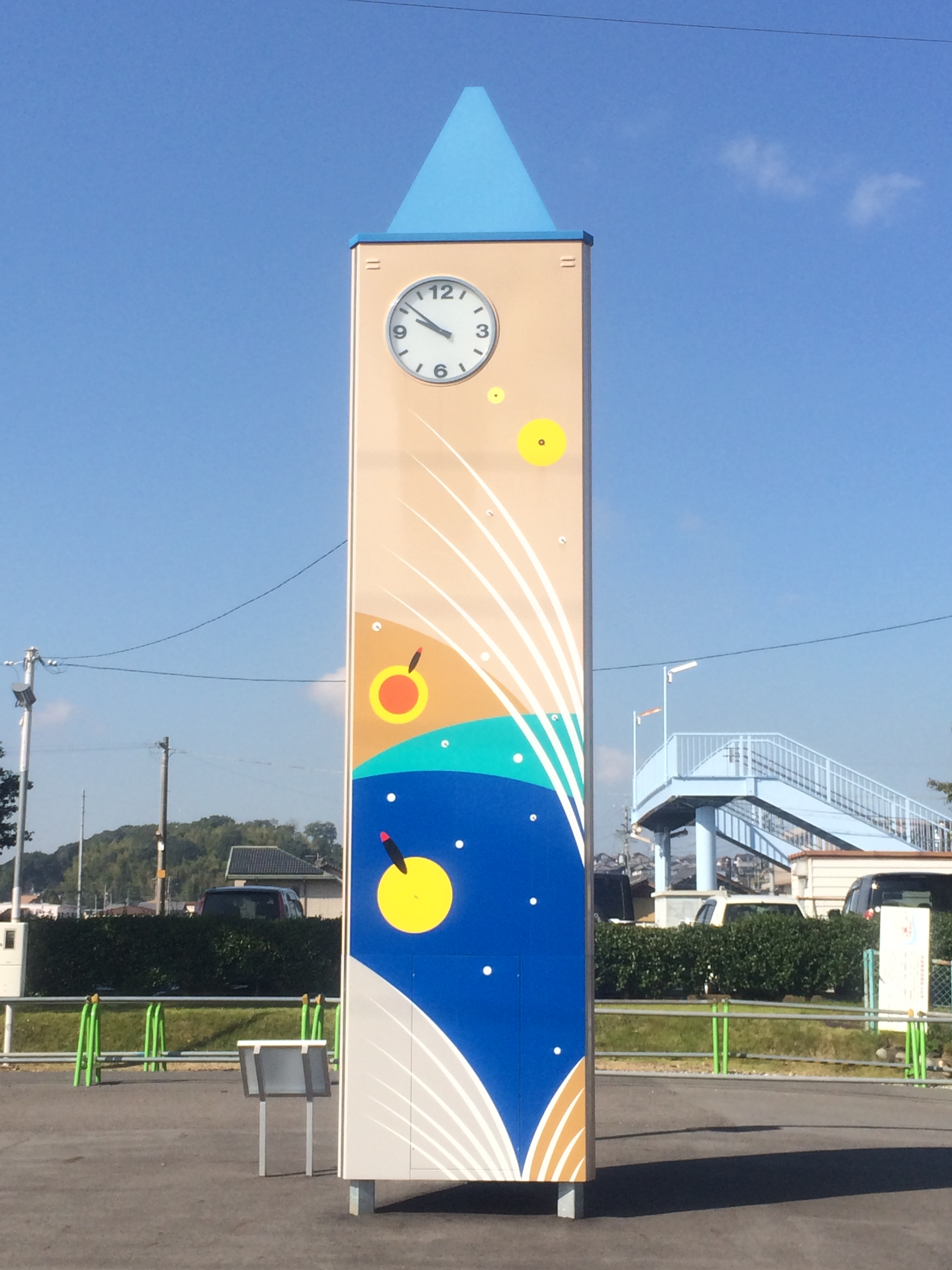
駅前広場にある時計台
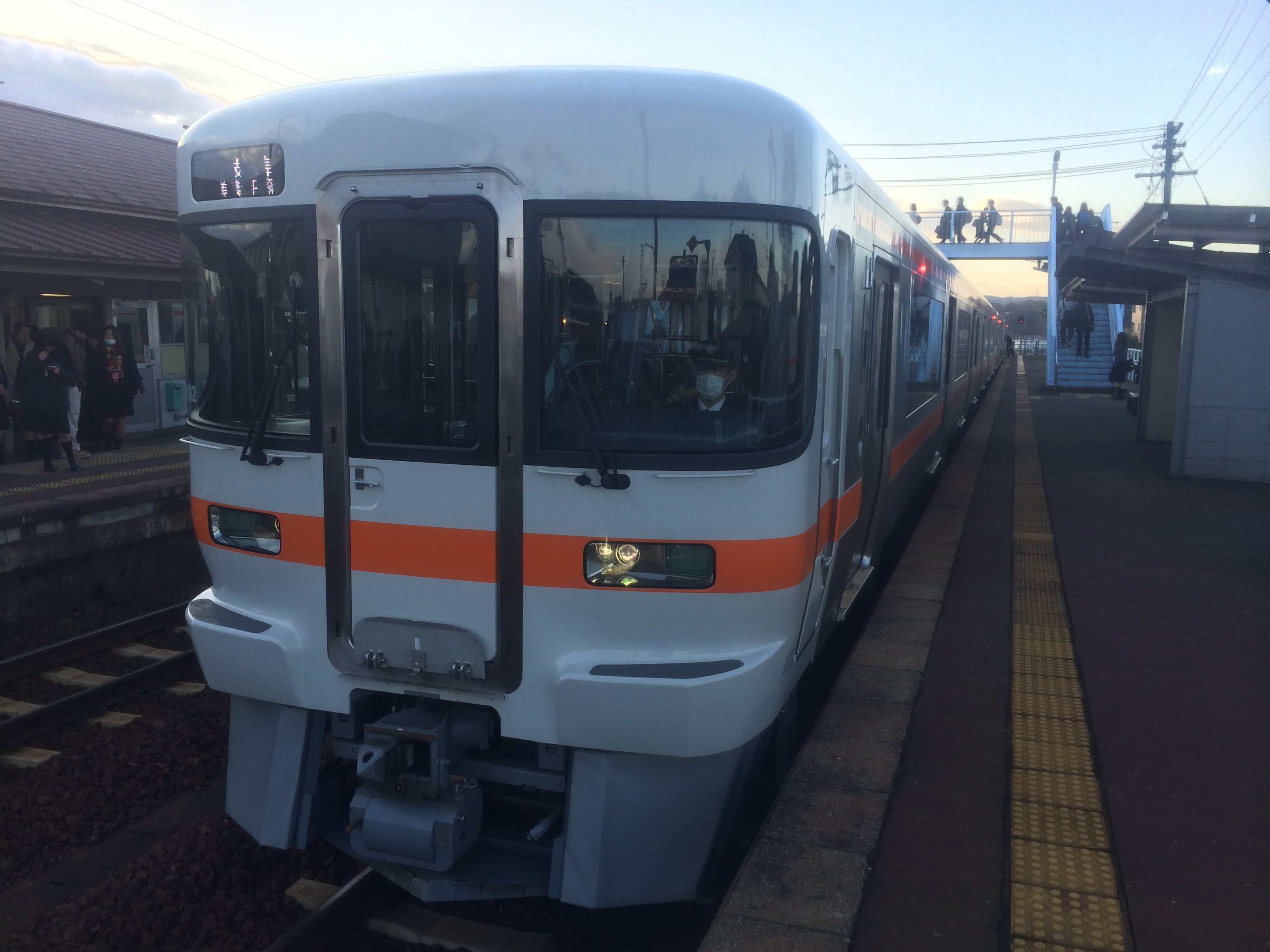
可児駅に停車中のキハ25形

## 利用状況
「岐阜県統計書」および「可児市の統計」によると、当駅の1日平均乗車人員は以下の通りに推移している。
- 2006年度 - 1,496人
- 2007年度 - 1,505人
- 2008年度 - 1,502人
- 2009年度 - 1,453人
- 2010年度 - 1,462人
- 2011年度 - 1,421人
- 2012年度 - 1,409人
- 2013年度 - 1,437人
- 2014年度 - 1,430人
- 2015年度 - 1,485人
- 2016年度 - 1,519人
- 2017年度 - 1,581人
- 2018年度 - 1,609人

隣接する名鉄新可児駅より利用客は少ないが、岐阜駅へは当駅からの方が所要時間が若干短い。

## 駅周辺

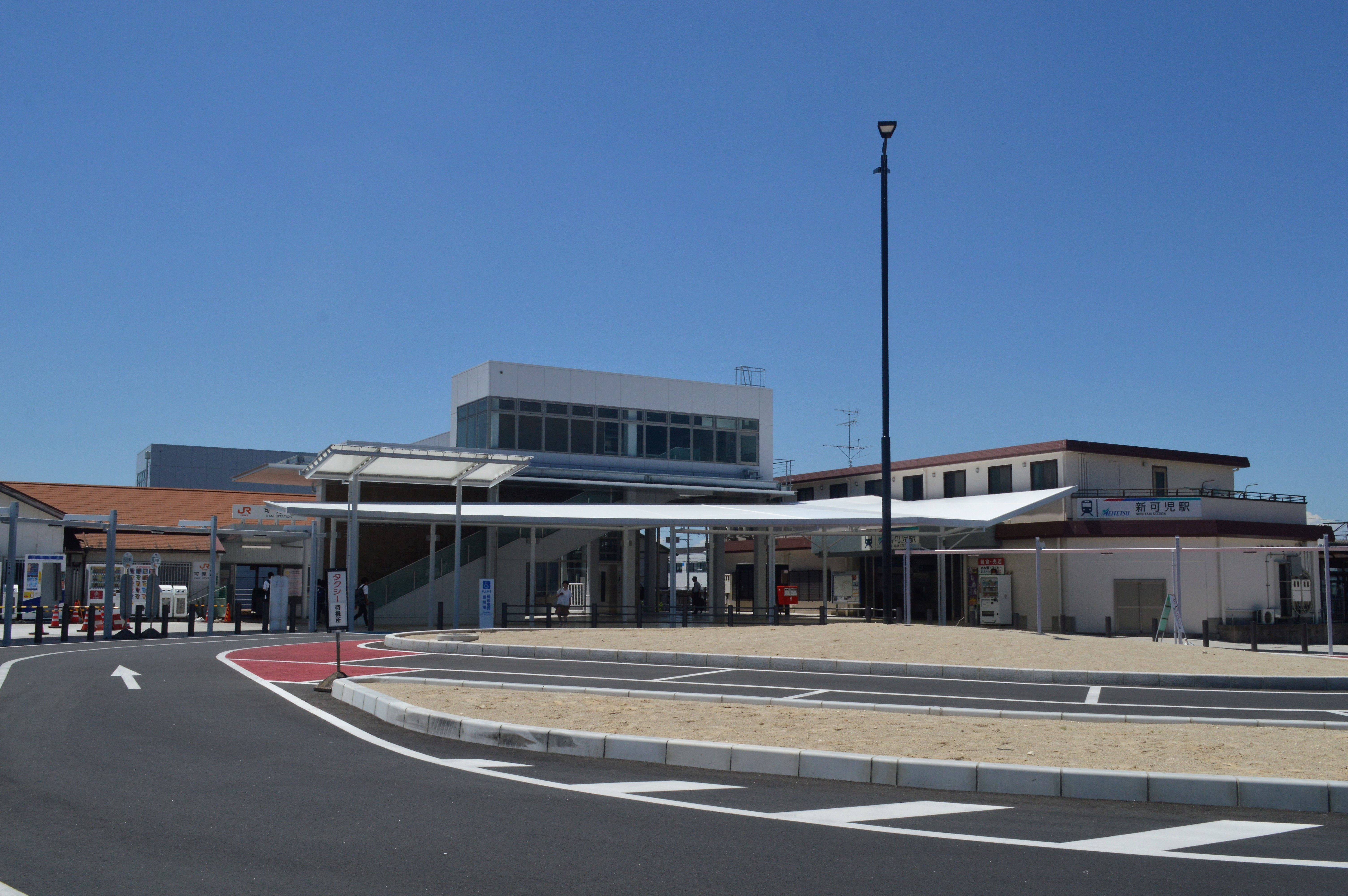
駅前広場を共有する可児駅と新可児駅

名鉄広見線新可児駅が隣接している。2つの駅舎の間には、JRの線路を越えるための自由通路がある（自由通路設置前は地下道が設置されていた）。駅前には腕木式信号機が保存されていたが、2014年撤去された。駅舎の反対側には駐輪場がある。大型商業施設や官公庁などは比較的駅から遠い場所にあり、徒歩で10分程度要す。
- 可児市総合会館分室（可児駅西隣）
- 可児川
- 可児市立図書館
- 可児市役所
- 可児郵便局
- 金融機関:十六銀行、岐阜信用金庫、東濃信用金庫。
- ヨシヅヤPATIO可児店
- バロー広見店
- ドン・キホーテUNY可児店 (旧ショップランド可児、ピアゴ可児店)
- スターバックスコーヒー可児広見店

## バス路線
「可児駅」停留所にて、以下の路線バスやコミュニティバスが発着する。
- 東鉄バス
  - ぎふワールド・ローズガーデン線：ぎふワールド・ローズガーデン ※4月第2土曜日～6月第4日曜日までの土曜・休日に運行
  - 緑ヶ丘線：桜ヶ丘・多治見駅北口 / 可児高校
  - 高速バス中央ライナー可児号・ドリーム可児号：東京駅
- 可児市コミュニティバス「さつきバス」

## 隣の駅
東海旅客鉄道（JR東海）
CI 太多線
下切駅 (CI03) - 可児駅 (CI02) - 美濃川合駅 (CI01)